# 46 (число)
Вижте пояснителната страница за други значения на 46.
46 (четиридесет и шест) е естествено, цяло число, следващо 45 и предхождащо 47.
Четиридесет и шест с арабски цифри се записва „46“, а с римски цифри – „XLVI“. Числото 46 е съставено от две цифри от позиционните бройни системи – 4 (четири) и 6 (шест).

## Общи сведения
- 46 е четно число.
- 46 е атомният номер на елемента паладий.
- 46-ият ден от годината е 15 февруари.
- 46 е година от Новата ера.